# Linognathus saccatus
Linognathus saccatus – gatunek wszy należący do rodziny Linognathidae, powoduje chorobę wszawicę. 
Status tego gatunku jest wątpliwy. Opisany jeden jedyny raz przez Gervaisa jako pozyskany z Capra aegiptiaca. 